# Sigfús Eymundsson
Sigfús Eymundsson (24. května 1837 – 20. října 1911) byl islandský fotograf a knihkupec.

## Životopis
Odmalička se věnoval knihařské vazbě a v roce 1857 odešel studovat řemeslo do Kodaně. V roce 1861 odešel do Norska, kde studoval fotografii. Poté rok a půl provozoval studio v Kodani, než se v roce 1866 přestěhoval zpět na Island. V roce 1867 otevřel první komerční studio v Reykjavíku. Založil také knihkupectví Eymundsson a vydal řadu knih.

## Galerie

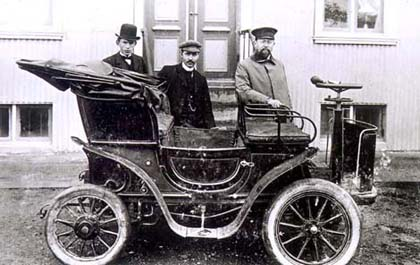
První automobil na Islandu, 1904
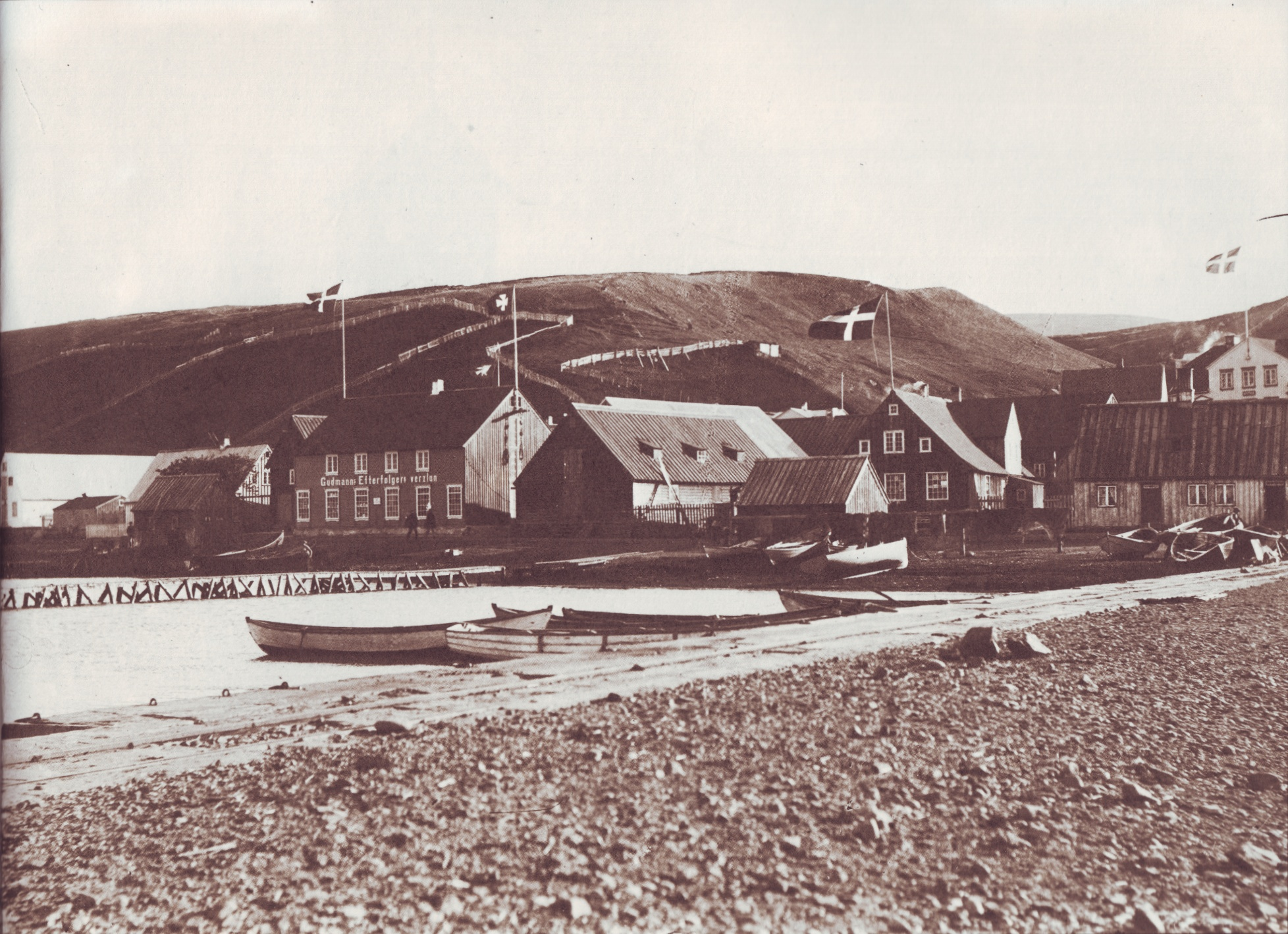
Akureyri, 1900
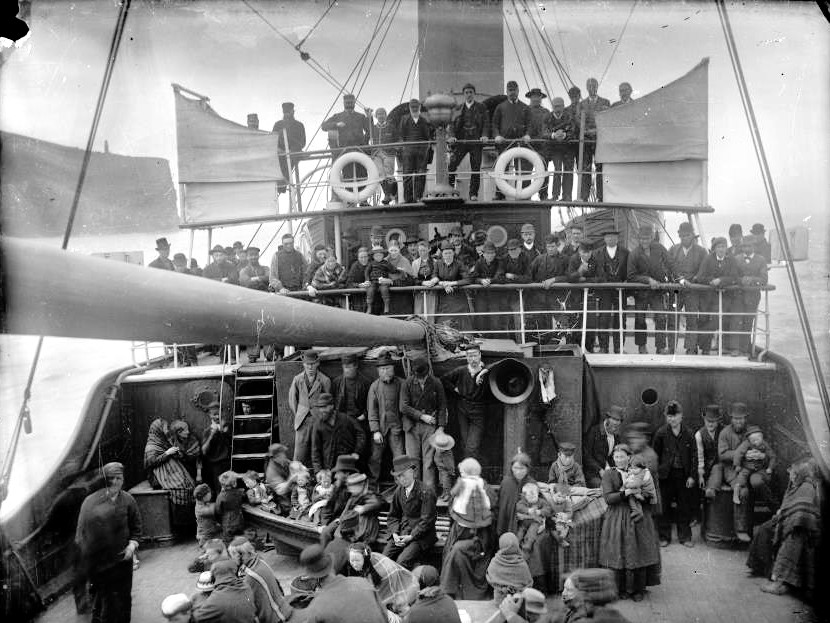
Fotografie pořízená na palubě emigrantského plavidla Vesturfari (Západní cestovatel) kdesi na Islandu v letech 1866-1909
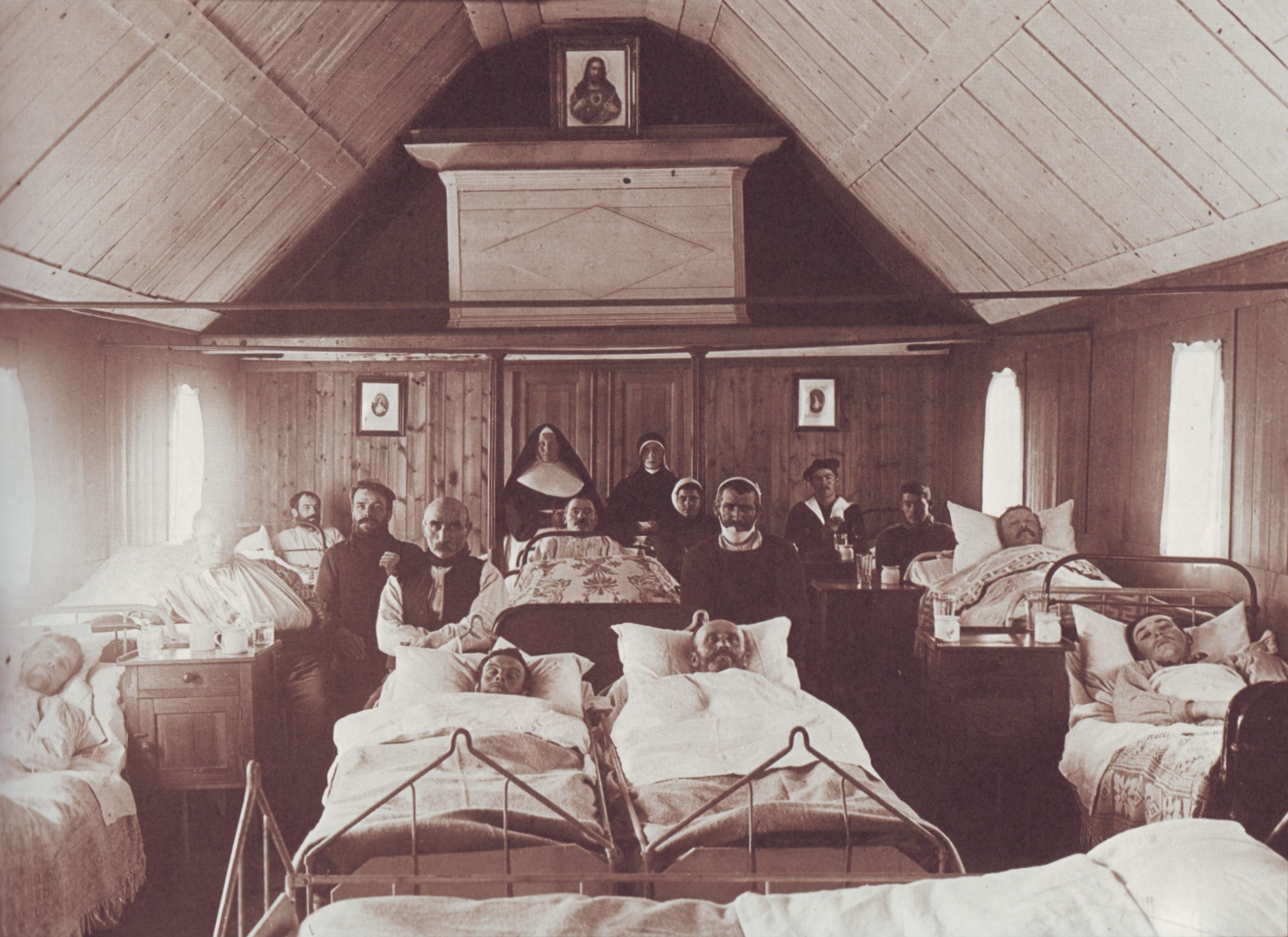
Landakot, 1900